# Glaciopsyllus antarcticus
Glaciopsyllus antarcticus (лат.) — вид блох из семейства Ceratophyllidae. Эндемик Антарктиды. Паразиты птиц. Длина самок 4 мм, самцов — 3 мм. Самое южное голометаболическое насекомое.

## Распространение
Антарктида: около антарктических станций Дейвис (68°35’S, 77°58’E), Кейси (66°17’S, 110°32’E) и Моусон (67°32', 62°53’E), а также небольшой (~1 км) скалистый остров Ardery Island примерно в 3 км от берега Антарктиды (66°22' S. 110°26' E.; Wilkes Station), гора Svarthamaren (71°53′S, 05°10′E; Mühlig-Hofmannfjella, Земля Королевы Мод), Robertskollen (71°28′S, 03°15′W; на севере Ahlmannryggen).

## Биология
Впервые были обнаружены на птенцах буревестников антарктического глупыша (Fulmarus glacialoides). Также найдены на снежном буревестнике (Pagodroma nivea), антарктическом буревестнике (Thalassoica antarctica), капском голубке (Daption capense) и качурке Вильсона (Oceanites oceanicus).